# 祥云县第一中学
25°29′09″N 100°34′19″E / 25.48593°N 100.57205°E

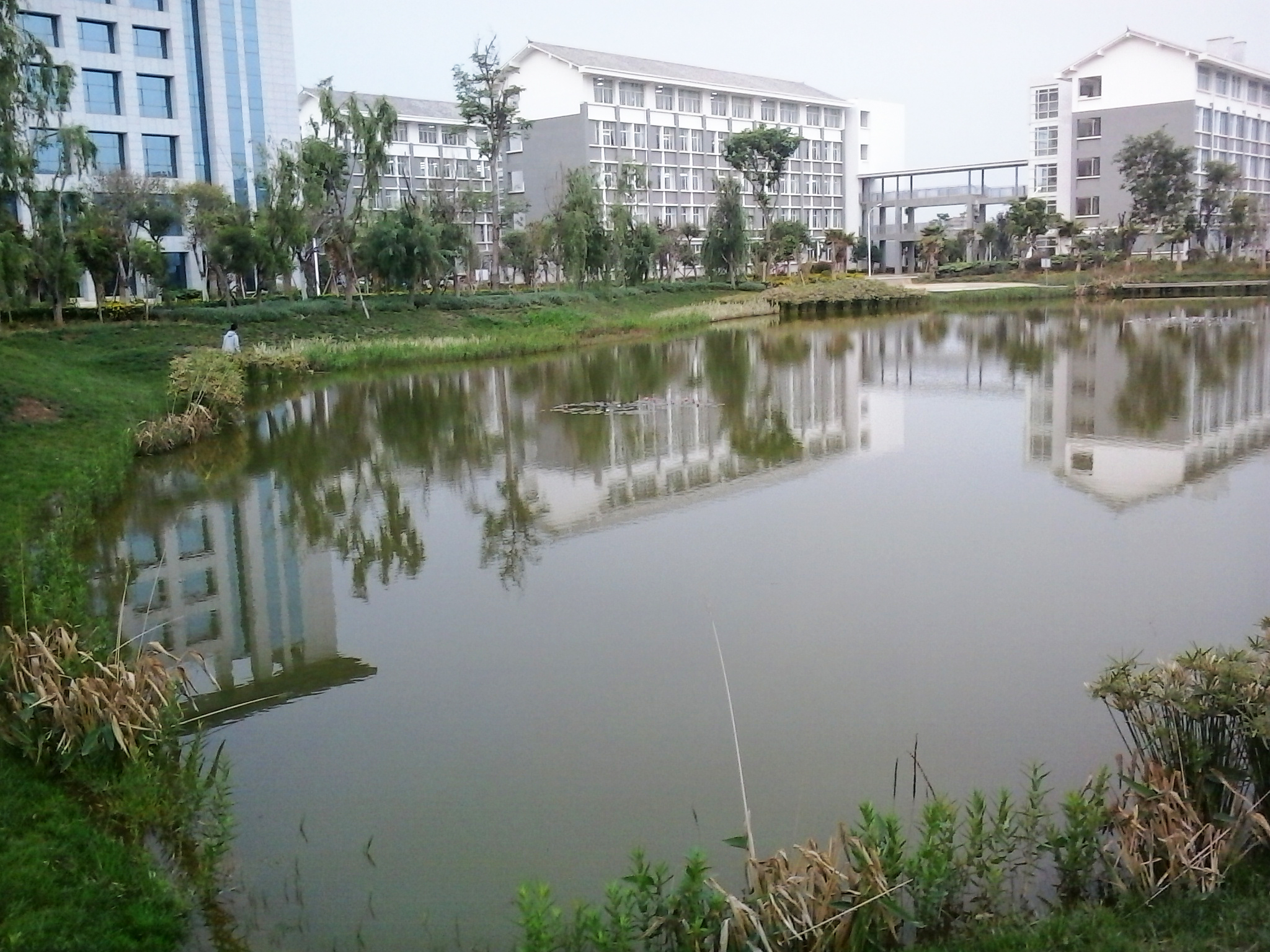
校园景观

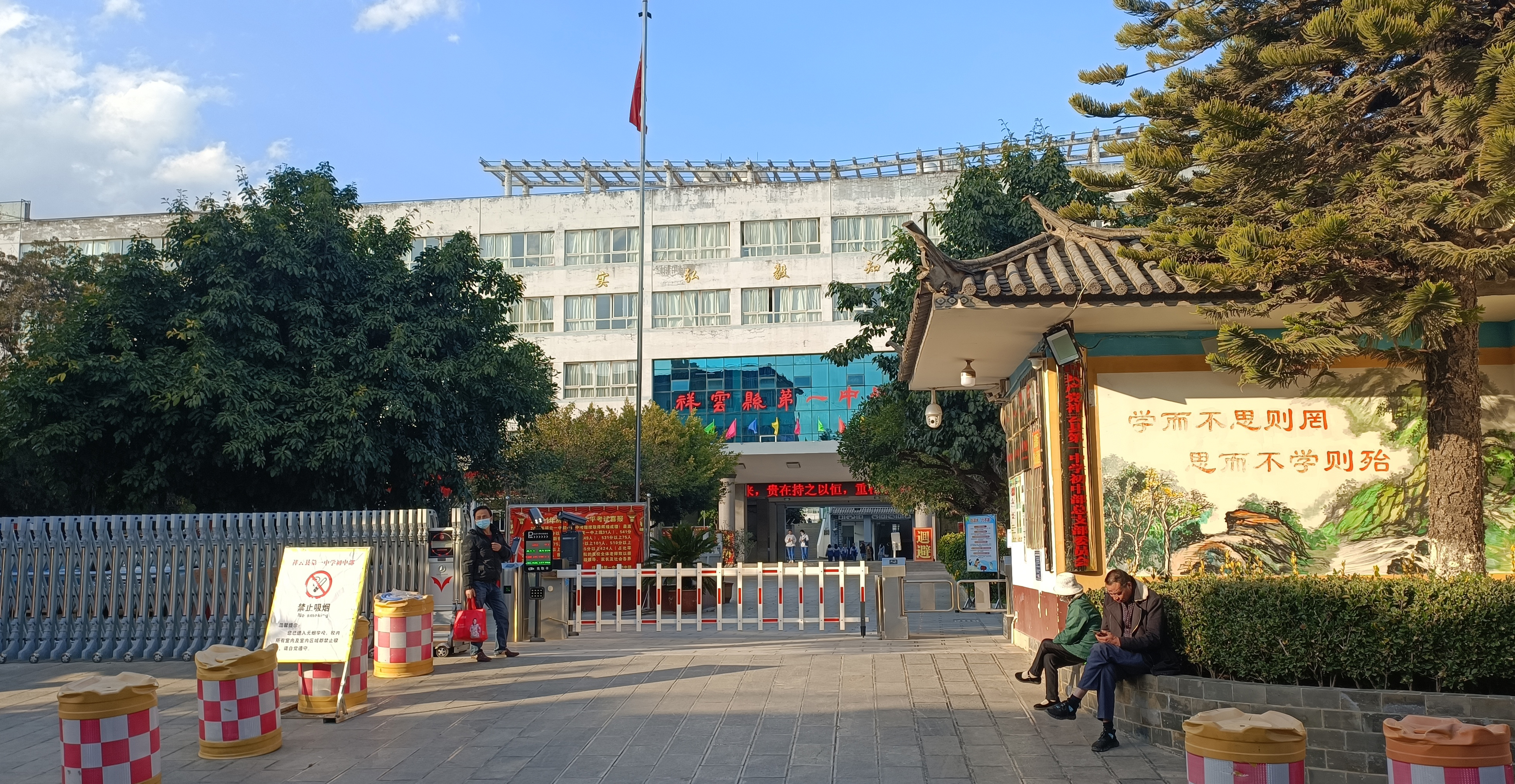
祥云一中初中部

祥云县第一中学，简称祥云一中，位于云南省大理白族自治州祥云县祥城镇，是云南省一级三等普通高级中学。

## 历史
祥云一中的前身为创办1934年8月的祥云县立初级中学。校址位于县城鼓楼西街武帝庙。设校长1人，教师6人，招收一班学生60人。次年9月，教职工增至13人，招生58人。1938年9月，开始男女兼收，招生58人。
1946年，祥云县立初级中学第一分校在下庄街建立，后独立发展为今天的祥云县第四中学。
1950年1月，祥云县立初级中学由祥云县人民政府接管，改名为祥云县人民中学。同年6月根据省人民政府决定，更名为云南省祥云县初级中学。1957年，又更名为云南省祥云第一初级中学。
1958年，根据县人民政府决定，开始招高中学生1班，成为县境内第一所完全中学，更名为祥云县第一中学。同时初中招生由2班增至3班，还开始大办工厂、农场。
1959年，被大理州人民政府确定为州内三所重点中学之一。
1960年，首届高中毕业生31人参加全国高考，被高校录取17人。
1966年，“文化大革命”开始，招生停止。截止1966年，共毕业了9个高中班，74个初中班。1971年，恢复高中招生，当年招收高中生5个班，约250人。1974年，祥城发生武斗，祥云一中校舍被“造反派”占据，停课半年。
1983年，面向祥云少数民族地区招民族班1班50人。
1982年至1988年间，由国家拨款，先后新建、改修教学楼一幢、学生宿舍一幢、教职工宿舍三幢、教室一幢、学生宿舍两幢、教师单人宿舍一幢。
2005年7月，晋升为云南省一级三等完全中学。
2013年，位于祥姚路的祥云一中新校区开工建设。整个项目投资5.16亿元，建成的新校区可容纳120个班6000人。2014年8月投入使用，由祥云县第一中学及祥云县第二中学的高中部分合并，并整体迁入。原祥云一中校址则建立祥云县第一中学初中部，改办为初级中学，张兆永任首任校长。

## 历任校长
| 姓名   | 任期               | 备注       |
| ------ | ------------------ | ---------- |
| 李东朴 | 1950年－1966年6月  |            |
| 赵适然 | 1950年－1966年6月  |            |
| 杨唐凯 | 1968年12月－1978年 | 革委会主任 |
| 周发盛 | 1968年12月－1978年 | 革委会主任 |
| 朱德维 | 1968年12月－1978年 | 革委会主任 |
| 胡式文 | 1979年－1988年     |            |
| 吴虹初 | 1979年－1988年     | 女         |
| 李万林 | 1979年－1988年     |            |
| ……     |                    |            |
| 秦国政 | ？                 |            |
| ……     |                    |            |
| 曹华林 | 2007年11月－2020年 |            |
| 杨国旺 | 2020年9月至今      |            |

（1950年－1988年历任校长各自任期不详）